# 總管大臣

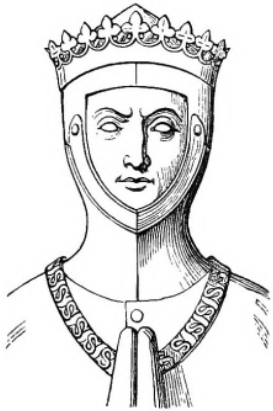
蘭卡斯特的托馬斯，最後一位總管大臣

總管大臣（英語：Lord High Steward）又譯為貴族審判法庭庭長，是國務重臣中位階最高的職位，位處大法官之上。
總管大臣自從1421年起即為空缺的狀態，只有君主加冕時才會形式上做出任命。在加冕禮上，總管大臣負責聖愛德華王冠。1948年以前，法院審理貴族犯叛逆等重罪時，總管大臣亦會擔任庭長，主持審判。

## 列表
1. 羅伯特，第二代萊斯特伯爵（英语：Robert de Beaumont, 2nd Earl of Leicester）（1154—1168）
2. 羅伯特，第三代萊斯特伯爵（英语：Robert de Beaumont, 3rd Earl of Leicester）（1168—1190）
3. 羅伯特，第四代萊斯特伯爵（英语：Robert de Beaumont, 4th Earl of Leicester）（1190—1204）
4. 西蒙，第五代萊斯特伯爵（1206—1218）
5. 西蒙，第六代萊斯特伯爵（1239—1265）
6. 駝背者愛德蒙（1265—1296）
7. 托馬斯，蘭開斯特伯爵（1296—1322）
8. 亨利，蘭開斯特伯爵（1324—1345）
9. 格羅斯蒙特的亨利（1345—1361）
10. 岡特的約翰（1362—1399）
11. 蘭開斯特的托馬斯（1399—1421）